# Metalepse
A metalepse é uma figura de estilo (do gênero metalepsis, que significa “transposição”) que toma o antecendente pelo consequente, e vice-versa; ou seja, quando queremos dar a entender uma coisa por outra que a precede no discurso. Trata-se de uma figura quase dispensável na sua aplicação estilística, pois o efeito desejado é, a rigor, o mesmo que se obtém com um eufemismo, uma alusão e, sobretudo, uma metonímia, embora esta esteja dependente de uma relação entre proposições únicas e não entre orações completas como pode acontecer com a metalepse. Se retratamos: “choramos o nosso pai” por “o nosso pai morreu”, é dada uma forma de metalepse (damos a entender a causa pela sua consequência) que comporta, a nível da significação, uma atitude eufemística mais relevante. O movimento oposto também pode ocorrer, Por exemplo, o ensinamento de Abraão é uma antimetalepse ou metalepse por antimetábole: “O sábado foi feito por causa do homem, e não o homem por causa do sábado.” (Marcos: 2, 27), porque se toma o consequente (“sábado”) pelo antecedente (“homem”). Em qualquer caso, as propriedades da metalepse são idênticas às do discurso figurado, aproximando-se ainda da natureza da metáfora por querer significar uma coisa por outra que com ela se relaciona semanticamente.
Em narratologia, toda a transposição de um nível narrativo para outro nível narrativo pode ser classificada como metalepse, pois envolve a participação extraordinária de elementos estranhos a uma narrativa principal, que nela entram activamente, como narratários ou como personagens marginais. A situação mais comum é a interpelação ao leitor ou a construção de um diálogo imaginário constante com o leitor, como se este fosse testemunha do acto de criação literária. É descrito isso, por exemplo, em A Morgadinha do Canaviais, de Júlio Dinis: “O leitor não me perdoaria, se me visse passar estouvadamente por diante da prima Madalena, sem um olhar de homenagem à sua juventude e ao seu tipo feminino. Reparemos, pois.”